# Jorge III de Hesse-Itter
Jorge III. de Hesse-Itter (Darmstadt, 29 de septiembre de 1632-granja de Lauterbach Voehl, 19 de julio de 1676). Noble alemán fue landgrave de Hesse-Itter. 
Fue el tercer vástago y segundo hijo del landgrave Jorge II de Hesse-Darmstadt y Sofía Leonor de Wettin (1609-1671), hija del elector Juan Jorge I de Sajonia y de Magdalena Sibila de Prusia. 
Después de la muerte de su padre en 1661, se convirtió en landgrave de Hesse-Lauterbach en el Itter y Voehl (Ittergau). Se trata de un enclave en la zona del Waldeck. Jorge quería el Castillo Itter como una residencia para comenzarla a ampliar, pero murió antes de que finalice el trabajo. 
Se casó el 5 de mayo de 1661 con Dorotea Augusta de Schleswig-Holstein-Sonderburg (1636-1662), hija de Juan Cristián de Schleswig-Holstein-Sonderburg. Ella murió poco después de la boda en Voehl. 
Después de su muerte se casó el 21 de julio de 1667 Juliana Alejandrina de Leinigen-Heidenheim (1651-1703), hija de Emich XII de Leiningen. Después de su muerte, se casa con Carlos de Hesse-Wanfried. Ya que no dejó herederos varones, su tierra pasó al landgraviato de Hesse-Darmstadt. 
Con Juliana Alejandrina, tuvo los siguientes hijos: 
- Sofía Juliana (1668);
- Leonor (1669-1714)
- Magdalena Sibila (1671-1720)

| Predecesor: Jorge II Como landgrave de Hesse-Darmstadt | Landgrave de Hesse-Itter 1661-1676 | Sucesor: Abolido pasa de Hesse-Darmstadt |

- Datos: Q553628
- Multimedia: George III of Hessen-Itter / Q553628